# IC 3214
IC 3214 је појединачна звијезда у сазвјежђу Береникина коса која се налази на листи објеката дубоког неба у Индекс каталогу.
Деклинација објекта је + 27° 14' 6" а ректасцензија 12h 22m 9,1s.